# Maarten van Rossum
Maarten van Rossum (ook Maarten van Rossem en Marten van Rossem genoemd; Zaltbommel, waarschijnlijk kort voor 1490 – Antwerpen, 7 juni 1555) was een Gelderse legeraanvoerder, die door zijn tegenstanders zeer werd gevreesd voor de nietsontziende manier waarop hij oorlog voerde en plunderde: guerrilla-achtige tactieken, waarbij de burgerbevolking nog minder werd ontzien dan in zijn tijd gewoon was; een wijze van oorlogvoering die goed te vergelijken is met die van de Italiaanse condottieri. In een lange carrière bracht hij zijn lijfspreuk "Blaken en branden is het sieraad van de oorlog" veelvuldig in de praktijk. 
Gedurende dertig jaar diende hij de belangen van de Gelderse hertogen Karel van Gelre en diens opvolger Willem V van Kleef in hun strijd om de onafhankelijkheid van het hertogdom Gelre veilig te stellen tegen de Habsburgse Nederlanden van keizer Karel V. Van Rossum heeft een lange lijst van wapenfeiten, waaronder de verovering van Arnhem en Rhenen door het toepassen van krijgslisten, plundertochten in Holland, de verovering van Utrecht in 1527, zijn opzienbarende aanval op Den Haag (1528) en zijn veldtocht tegen Brabant (1542-43). Na de ondergang van het hertogdom Gelre vocht hij de laatste jaren van zijn leven in dienst van zijn oude vijand keizer Karel V tegen Frankrijk.

## Leven

### Afkomst en opleiding
Zijn ouders (Johan van Rossum, heer van Rossum, Broekhuizen, Poederoijen, Oijen en Meinerswijk († 1512) en Johanna van Hemert († na 1523)) behoorden tot de Gelderse adel. Zijn vader had zowel bezittingen in de Betuwe (in de Bommelerwaard) als in Opper-Gelre, twee van de vier Gelderse kwartieren. Ze trouwden vermoedelijk kort vóór 1478, en uit dit huwelijk werden twee zonen en twee dochters geboren (de oudste zoon heette Johan; Maarten was de jongste zoon). Van Rossum zou zelf geen wettige kinderen nalaten; zijn neef Hendrik van Isendoorn, geboren uit het huwelijk van zijn zuster Margaretha met Johan van Isendoorn), zou zijn erfgenaam worden.
Over zijn jeugd en eventuele door hem gevolgde scholing of opleidingen is zo goed als niets bekend.

#### Familiewapen

Het familiewapen bestaat uit drie rode vogels op een zilveren schild. Het is niet duidelijk of het hier om valken of papegaaien gaat, en verschillende wapenbeschrijvingen gebruiken beide omschrijvingen. Ook onduidelijk is het helmteken: gaat het nu om een satyr of een mansfiguur met ezelsoren? De wapenspreuk is TERROR TERRORIS. Het familiewapen is later het gemeentewapen Van Rossum geworden.

### Titels
In 1524 werd hij door de hertog van Gelre tot maarschalk van Gelre benoemd. In de laatste jaren van zijn leven was hij enige tijd keizerlijk stadhouder van het hertogdom Luxemburg. Verder verwierf Van Rossum zich in zijn leven de titels van heer van Poederoijen, pandheer van Bredevoort, heer van Cannenburgh en heer van Lathum en Baer

### Overlijden
In het voorjaar van 1555 werd Van Rossum ziek, mogelijk door de pest of tyfus. Hij bevond zich op dat moment in de vesting Charlemont in het aan de Maas gelegen stadje Givet, in de Ardennen. Hij werd voor medische behandeling overgebracht naar Antwerpen, waar hij echter op 7 juni 1555 overleed. Zijn lichaam werd overgebracht naar Rossum en werd aldaar in de kerk in een marmeren tombe bijgezet.

## Historische context
Aan het eind van de 15e en het begin van de 16e eeuw probeerden de hertogen van Bourgondië (onder andere Karel de Stoute) en hun opvolgers, de Habsburgse keizers Maximiliaan I van Oostenrijk en Karel V, hun erfgrondgebied in de Nederlanden verder uit te breiden. Zij hadden in de noordelijke Nederlanden reeds lange tijd Brabant, Holland en Zeeland in bezit, maar trachtten nu ook de rest van het gebied definitief onder hun controle te brengen. Dat leverde strijd op met de bisschop van Utrecht, die heerste over het Sticht (Utrecht) en het Oversticht (Overijssel, Drenthe en Groningen), met de hertog van Gelre (Gelderland), en met het min of meer “vrije” Friesland. Vanuit hun kerngebieden in het huidige België en Luxemburg (hertogdom Brabant, graafschap Henegouwen, graafschap Vlaanderen en hertogdom Luxemburg) en de graafschappen Artesië, Holland en Zeeland ondernamen de Habsburgers geregeld militaire campagnes in deze gebieden, die met name vanuit Gelre militair werden beantwoord. Zo werden in deze jaren de Gelderse Onafhankelijkheidsoorlog (1477-1482) en (1494-1499) en de Gelderse oorlogen (1502-1543) uitgevochten. Deze laatste oorlog overlapte met de Fries-Hollandse oorlog van 1515-1524.

## Militaire loopbaan

### De periode vóór 1530

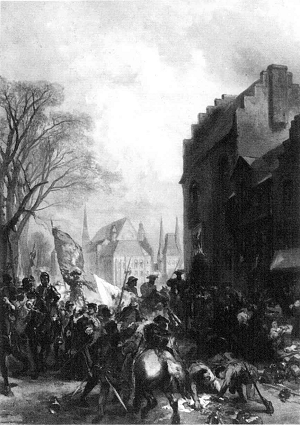
Maarten van Rossum en zijn Gelderse en Utrechtse soldaten brandschatten Den Haag in mei 1528

Door krijgslisten wist hij in 1514 en 1527 respectievelijk Arnhem en Rhenen te veroveren. In Arnhem wist hij een deel van zijn soldaten verborgen onder het hooi de stad binnen te smokkelen. In Rhenen verstopte hij soldaten in het struikgewas. Vervolgens maakten ze gebruik van de dekking van een in het complot zittende hooiwagen, die men in een van stadspoorten liet vastlopen. Zo kwamen ze zonder veel hinder de stad binnen. Met deze krijgslisten liep hij vooruit op soortgelijke escapades zeventig jaar later door de prinsen Maurits en Willem Lodewijk (zie bijvoorbeeld het Turfschip van Breda).
In een vroege fase van de Gelderse Oorlogen werkte hij enige tijd samen met de legendarische Friese vrijheidsstrijder Grote Pier. In 1516 brandde hij dorpen in de Alblasserwaard plat, onder andere Bleskensgraaf.
Als ritmeester pleegde hij een aanslag op Oldenzaal (1523), meteen gevolgd door de inname van Steenwijk dat ten prooi viel aan een stadsbrand.
In het najaar van 1524 werd Van Rossum in Wageningen door Karel van Gelre bevorderd tot veldmaarschalk, en daarmee tot opperbevelhebber van het Gelders leger.
In 1527 veroverde hij Utrecht. Van daaruit voerde hij begin maart 1528 met 1.500 tot 2.000 soldaten een plundertocht uit op Den Haag. Hij brandschatte het niet-ommuurde 'dorp' en plunderde de omgeving. Omdat de burgers van de stad het door Van Rossum geëiste bedrag van naar verluidt 28.000 gulden niet konden opbrengen, nam hij genoegen met 8.000 gulden. Wel voerde hij een aantal aanzienlijke Haagse burgers, die niet naar Delft of de duinen hadden weten te ontsnappen, als gijzelaar mee naar Utrecht en Arnhem, waar sommigen van hen naar men zegt twee jaar gevangen zaten. Sommige families kregen belastingvrijstelling om de losgelden te kunnen betalen. Deze plundertocht op Den Haag baarde groot opzien en was voor Holland en Brabant het sein om de verdediging serieus ter hand te nemen, temeer daar Van Rossum bij zijn overval geen echte tegenstand had ontmoet.
In 1528 was Van Rossum een van de ondertekenaars van de Vrede van Gorinchem.

### De jaren 1530
In 1531 was hij actief in Wisch en Terborg, waar hij in opdracht van de hertog van Gelre graaf Oswald II van den Bergh steunde in diens strijd tegen Joachim van Wisch.
In de jaren 1532-1534 voerde hij het militair en bestuurlijk gezag in Groningen en de Ommelanden en streed hij in Oost-Friesland tegen de Habsburgse troepen onder leiding van Georg Schenck van Toutenburg.
Nadien vocht hij in de Betuwe tegen troepen van Hendrik van Beieren, bisschop van Utrecht, die het Kwartier van Nijmegen waren binnengevallen. Vanaf 1534 hield hij zich bezig met de militaire verdediging van het graafschap Zutphen vanuit heerlijkheid Bredevoort.

### Brabantse veldtocht 1542-1543
Na de dood van hertog Karel van Gelre zwoer Van Rossum trouw aan diens opvolger Willem V van Kleef, die in de derde en laatste fase van de Gelderse oorlogen een bondgenootschap van het hertogdom Gelre met de koningen van Frankrijk (Frans I) en Denemarken (Christiaan III van Denemarken) wist te bewerkstelligen. Dit stelde Van Rossum in de gelegenheid een serieuze veldtocht tegen de Habsburgers te voeren. Van Rossum verzamelde een legermacht van ruim 15.000 man in het zuiden van Gelderland, en op 15 juli 1542 werd de oorlog verklaard. Vervolgens trok hij het hertogdom Brabant (het toenmalige kernland van de Nederlanden van Karel V en Maria van Hongarije) binnen, waarvan een groot deel van het platteland ten prooi viel aan plundering en brandstichting.
Van Rossum was aanvankelijk van plan geweest om bij Maastricht de Maas over te steken om vandaar via Leuven naar het westen te trekken. Deze plannen vielen echter in handen van Maria van Hongarije. Hierdoor werden de Gelderse troepen gedwongen om de Maas in de buurt van Nijmegen over te steken. Al plunderend en brandschattend trok het Gelderse leger door De Peel. Op weg naar het zuiden plunderde hij het toenmalige Rode (tegenwoordig Sint-Oedenrode), waarbij de parochiekerk niet werd ontzien; het dorp werd vervolgens platgebrand. Op 26 juli 1543 overviel hij Vught: 215 huizen gingen door brand verloren en de daar wonende kart(h)uizers moesten een brandschatting (afkoopsom) van 700 gulden aan de Geldersen betalen om verdere verwoesting te voorkomen. Het dorp Vught bleef berooid achter en vele inwoners trokken naar Tilburg om daar hun heil te zoeken. In hetzelfde jaar kocht Maarheeze de legerleider op eenzelfde wijze af om verwoesting te voorkomen; zij ontvingen van Van Rossum een vrijgeleidebrief met daarop het wapen van Willem V van Kleef die bewaard is gebleven.

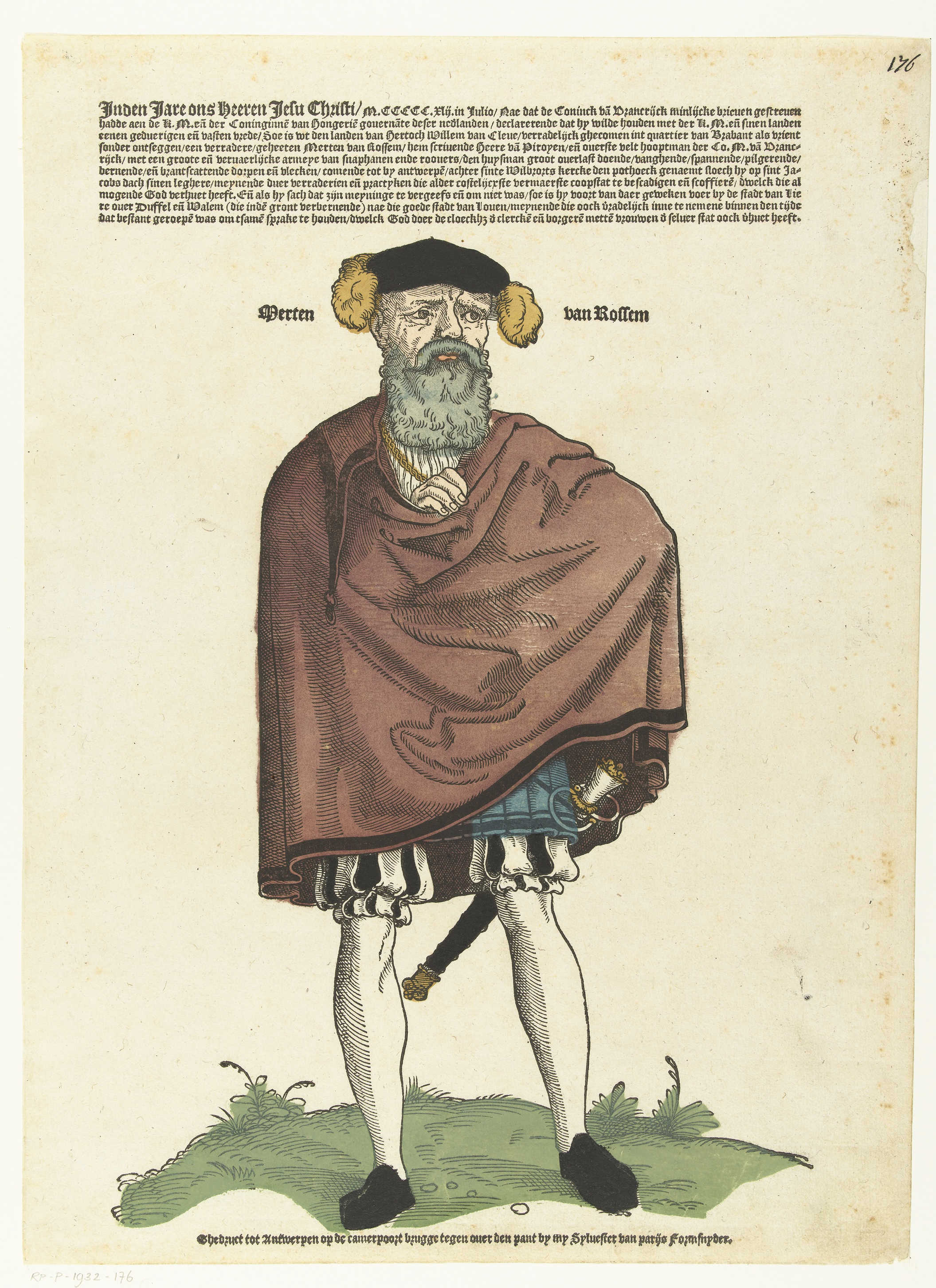
Een vlugschrift dat de woede van bevolking uitdrukt over de aanslag op Antwerpen in 1542

Na de vruchteloze belegeringen van Lier en Leuven trokken de Geldersen verder naar Antwerpen. Eenmaal bij Antwerpen aangekomen belegerde Van Rossum de stad, op dat moment de belangrijkste handelstad van West-Europa. In een veldslag voor de poorten van Antwerpen, in de buurt van het huidige Brasschaat versloeg hij een leger onder aanvoering van René van Chalon, de toenmalige prins van Oranje. Daarbij vielen aan Habsburgse kant ongeveer 2.000 slachtoffers. Van Rossum had zijn infanterie achter zijn 'Zwarte ruiters' opgesteld. Dat werd door de Habsburgers niet opgemerkt, waardoor zij overmoedig de aanval inzetten op van Rossums cavalerie. Van Rossum slaagde er echter niet in om de grote steden Antwerpen en Leuven daadwerkelijk in te nemen; een aanval op de muren van Antwerpen werd afgeslagen. Zowel vóór als na zijn overwinning brandde Van Rossum naar zijn gebruik de omgeving van Antwerpen en Leuven geheel plat. Daardoor bleef, volgens tijdgenoten, de omgeving van Antwerpen gedurende de hele 16e eeuw een landelijk karakter houden, in tegenstelling tot vorige eeuwen. 

#### Anti-van Rossumpamfletten
Deze Brabantse veldtocht leidde in 1542 en 1543 tot een stroom van pamfletten die van de Antwerpse persen rolden. Daarin werd de vraag gesteld wie van de twee 'Maartens' nu erger was, Maarten Luther of Maarten van Rossum. Uiteraard zagen de meeste direct betrokkenen Maarten van Rossum als het grotere kwaad; de Antwerpse dichteres Anna Bijns daarentegen was van mening dat het optreden van Maarten Luther veel schadelijker was: Van Rossem kwelt lichamen, maar Luther richt zielen te gronde.

### Het definitieve einde van het hertogdom Gelre
Kort daarna viel het doek voor de Gelderse zaak: een serieuze reactie van de Brusselse machthebbers kon namelijk niet uitblijven en de Gelderse schatkist was leeg. De Habsburgers wierpen een nieuw leger onder Lamoraal van Egmont in de strijd. In 1543 werd de onder Gelders gezag staande stad Düren (ruim 50 kilometer ten oosten van Maastricht) belegerd, platgebrand en bijna volledig uitgemoord, waarna de andere Gelderse steden zich kort daarna overgaven. De nederlaag van het hertogdom Gelre werd in 1543 vastgelegd in het traktaat van Venlo. Hertog Willem van Kleef moest het hertogdom Gelre en het graafschap Zutphen aan Karel V laten, een zeer belangrijke stap in de vorming van het latere Nederland.

### De jaren 1550
In 1550 werd Van Rossum gevraagd om dienst te nemen in het leger van zijn oude vijand, keizer Karel V, in zijn oorlogen tegen het Frankrijk van Hendrik II. Van Rossum accepteerde, en ook in Habsburgse dienst bediende Van Rossum zich van dezelfde tactieken die hij eerder in Holland en Brabant had toegepast, onder andere in Artesië, het Île-de-France, de Champagne en Lotharingen. Hoewel intussen bejaard verwierf hij zich ook in Frankrijk een angstaanjagende reputatie: een van zijn bijnamen was de Gelderse Attila, en zelfs in Parijs sloeg bij de nadering van het leger van Maarten van Rossum de paniek toe, wat velen ertoe aanzette de stad tijdelijk te ontvluchten.
In 1553 werd hij benoemd tot stadhouder van Luxemburg, waar hij enkele bolwerken versterkte, onder andere dat van de stad Luxemburg zelf. In het voorjaar van 1555 werd Van Rossum in de vesting Charlemont ziek, waarschijnlijk door een besmetting met de Zwarte dood (builenpest) (of wellicht tyfus. Hij werd voor medische behandeling overgebracht naar Antwerpen, maar overleed aldaar op 7 juni. Zijn lichaam werd overgebracht naar Rossum en in de kerk in een marmeren tombe bijgezet.

## Nalatenschap

### Graf
Zijn graf werd tijdens de beeldenstorm verwoest. Van Rossums gebeente werd in 1599 na het Beleg van Zaltbommel overgebracht naar de Sint-Janskathedraal in 's-Hertogenbosch. Noch in Rossum noch in 's-Hertogenbosch is echter enig spoor meer te vinden van zijn tombe. Het verhaal gaat dat zijn schedel naar Kasteel De Cannenburgh werd gebracht, en in 1883 in het gemeentemuseum van Arnhem zou zijn beland. Daar zou zijn schedel door de oorlogshandelingen in september 1944 definitief verloren zijn gegaan.

### Reputatie
Over de wijze waarop Van Rossum oorlog voerde zijn de meningen verdeeld: er zijn historici die hem een 'extreme bruut' noemen en die zijn 'agressieve plunderzucht' laken.

### Van Rossum in latere werken
Van Rossum kwam onder andere voor in de in 1969 uitgezonden televisieserie Floris.

## Bezittingen

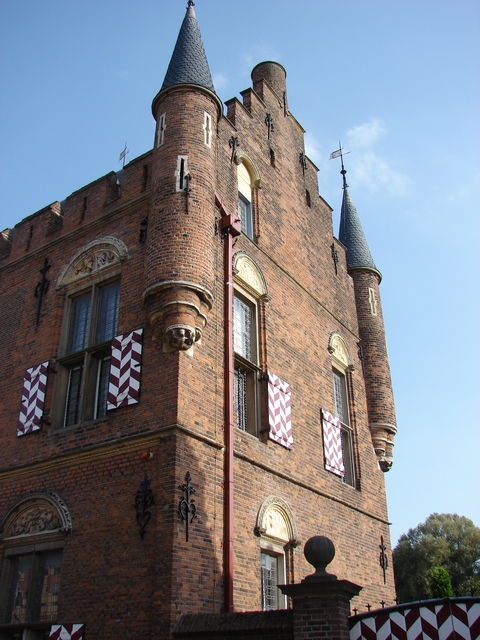
Het Maarten van Rossumhuis in Zaltbommel
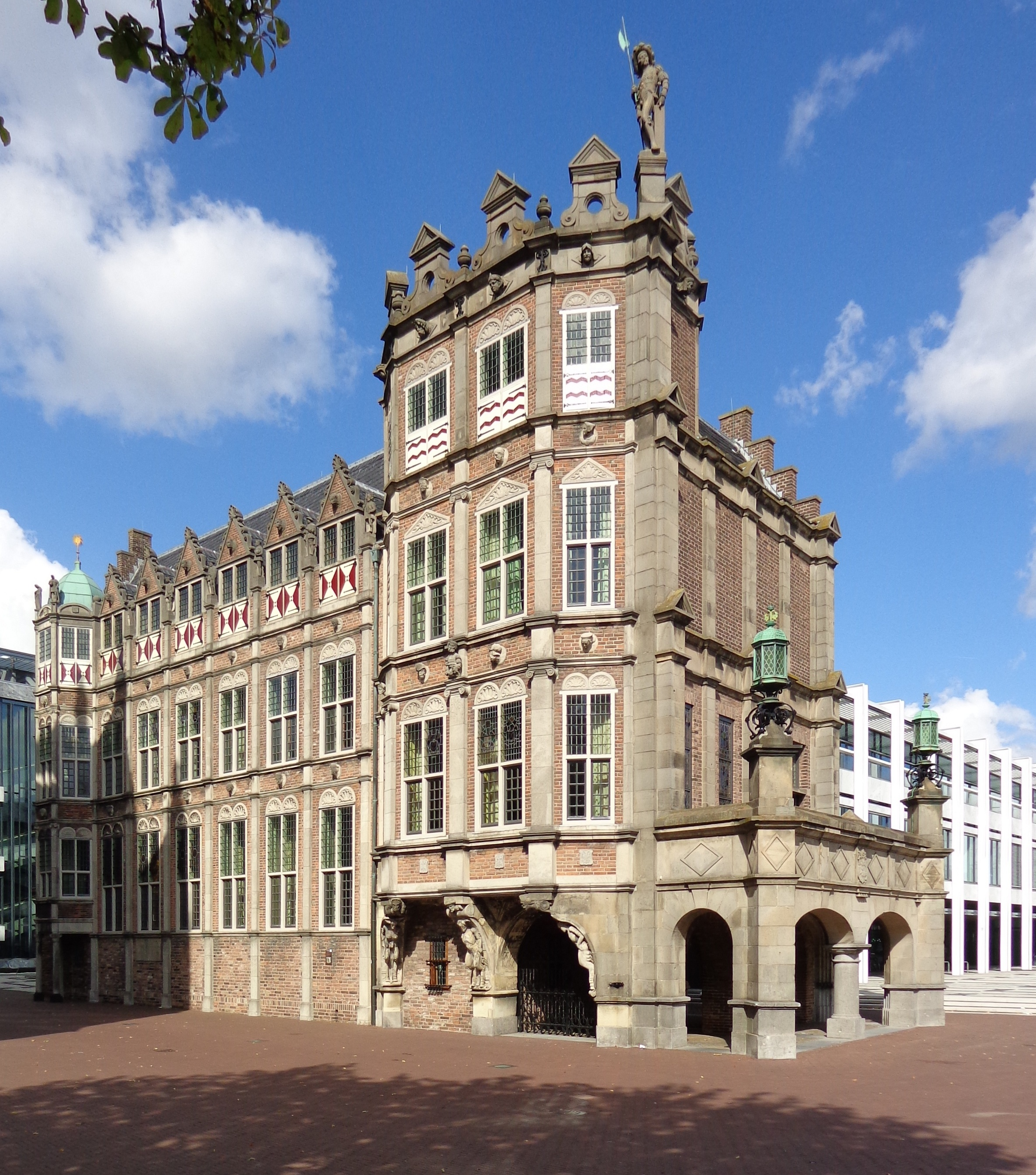
Duivelshuis in Arnhem
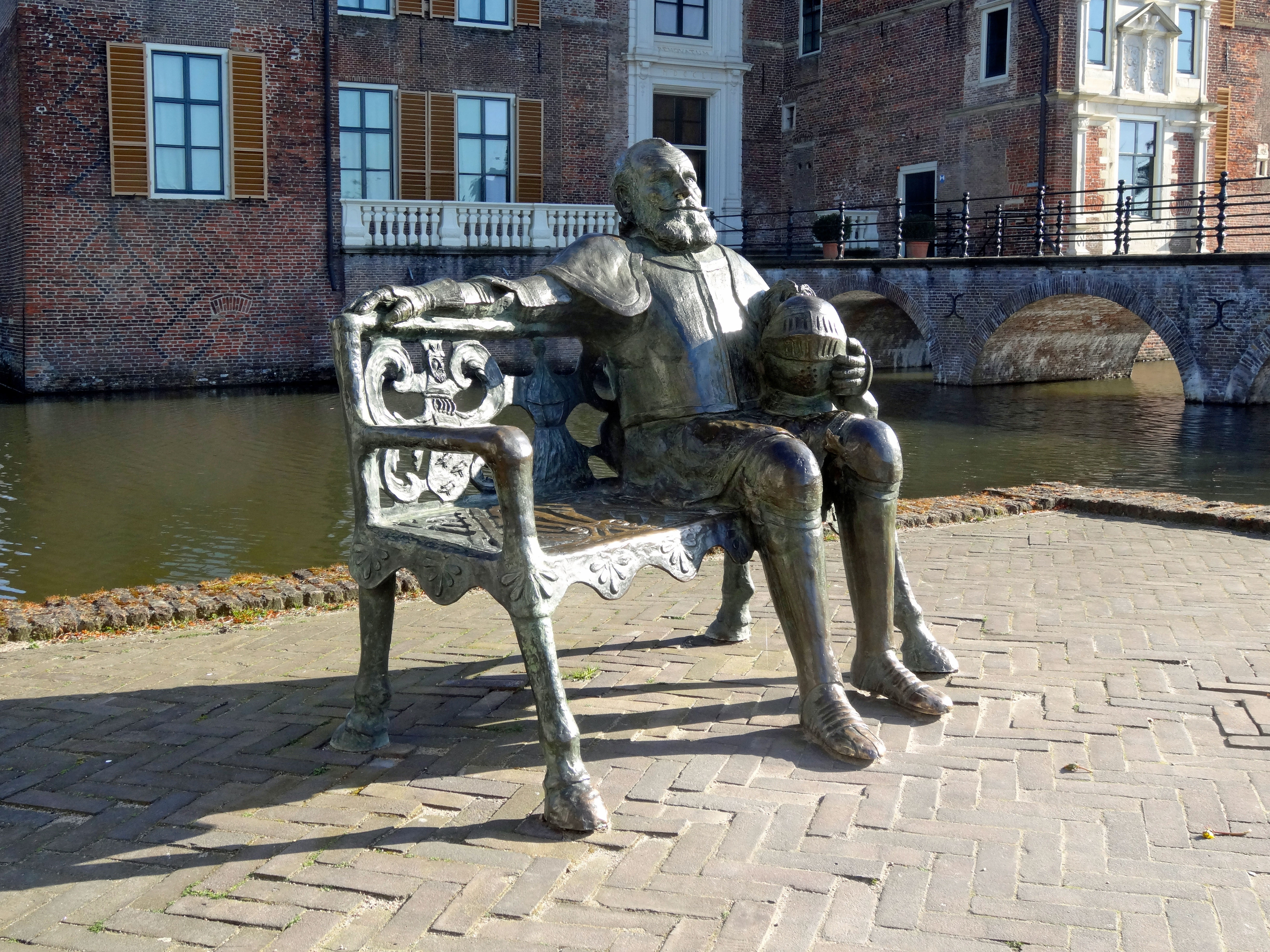
Beeld van Maarten van Rossum op een bankje naast Kasteel De Cannenburgh
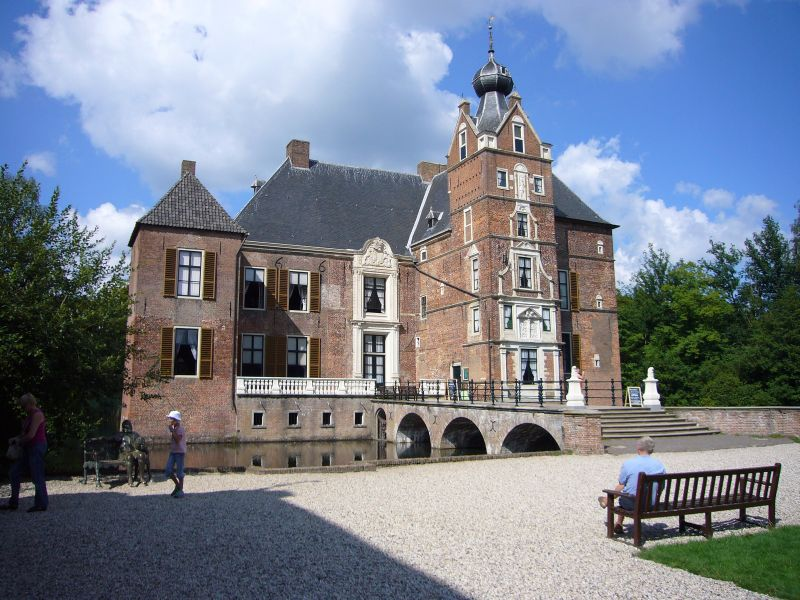
Kasteel De Cannenburgh

### Bredevoort
In 1534 werd Maarten van Rossem door hertog Karel van Gelre als drost van Bredevoort aangesteld. Tussen 1545 en 1555 begon hij met verbeteringen aan de vestingwerken van Bredevoort. Hij plaatst nieuwe stadspoorten, verbreedde de gracht en verlegde een deel van de oostmuur, liet aarden wallen opwerpen tegen de stadsmuren om deze ook tegen kanonvuur bestendig te maken en Bredevoort krijgt een Halve Maan voor de Aalterpoort en een bastei met rondeel voor de Misterpoort.
Onder zijn leiding werd in Winterswijk een rechtszaak gevoerd door Tegeders uit dat gebied naar aanleiding van misstanden rondom zijn voorganger, drost Jacob ten Starte. 
Het huis De Cannenburg kocht hij in 1543, de Kleefse heerlijkheid Hulhuizen in 1544, de heerlijkheid Lathum in 1546, waaraan hij in 1555 nog het huis Baer toevoegde. Vanaf 1548 werden zijn taken in de heerlijkheid Bredevoort waargenomen door zijn zwager Johan van Isendoorn.

### Stadskasteel Zaltbommel
Omstreeks 1535 liet Van Rossum een stadskasteel in Zaltbommel bouwen, dat later ook wel het Maarten van Rossumhuis werd genoemd (niet te verwarren met het Maarten van Rossemhuis in Arnhem, dat ook wel het Duivelshuis wordt genoemd). Het gebouw, voorzien van onder andere torentjes en kantelen, is versierd met renaissancebeeldhouwwerk. In 1937 vestigde zich in het pand het Maarten van Rossummuseum, dat in 2008 werd omgedoopt tot Stadskasteel Zaltbommel.

### Kasteel Het Oude Loo
In 1538 verwierf hij het jachtslot Kasteel Het Oude Loo. Hij liet het grondig verbouwen en verkocht het goed daarna aan de Bentincks.

### Duivelshuis
In 1539 kocht Van Rossum het Duivelshuis in Arnhem na de dood van de vorige eigenaar, Karel van Gelre. Hij liet het woonhuis in 1543 verbouwen waardoor het zijn officiële naam kreeg: 'Huis van Maarten van Rossum'. Hij bouwde een vroeg-renaissancistische pronkgevel versierd met beelden van saters en liet grote overwelfde kelders onder het huis aanleggen. Na van Rossums dood verkochten erfgenamen het huis. Omdat de saters voor duivels werden aangezien en vanwege de mythevorming rond Van Rossum kreeg het huis in de volksmond de bijnaam 'Duivelshuis'.

### Kasteel De Cannenburgh
In 1543 kocht Van Rossum de restanten van Kasteel De Cannenburgh. Op de ruïne werd een statig slot van drie verdiepingen gebouwd. De naar voren springende ingangstoren werd van natuurstenen ornamenten voorzien, waarmee Van Rossum de renaissance in Gelderland introduceerde. In de kelderverdieping zijn nog sporen van het middeleeuwse complex bewaard gebleven. In 1555 voltooide zijn neef en erfgenaam Hendrik van Isendoorn, zoon van zijn zus Margaretha van Rossem en lid van de familie D'Isendoorn à Blois, het bouwplan dat Van Rossum was begonnen.